# Кільце (фільм)
«Кільце́» («Кольцо») — радянський художній фільм 1991 року, знятий режисером Валерієм Мартиновим на кіностудії «Ленфільм».

## Сюжет
Семирічний Платон живе своїм внутрішнім величезним світом, де все має цінність. Він може годинами їздити в трамваї та спостерігати за тим, як люди входять і виходять із трамвая, за їхніми обличчями та манерами. Світ Платона, бажання та мрії не дуже хвилюють матір, яка занурена у свої проблеми. Виїхавши зустрічати Новий рік з коханцем, вона залишає хлопчика віч-на-віч з містом…

## У ролях
- Платон Мартинов — Платон
- Ігор Черневич — головна роль
- Тетяна Рассказова — мати семирічного Платона
- Володимир Єрьомін — батько Платона
- Ірина Тичиніна — роль другого плану
- Аркадій Коваль — роль другого плану
- Ліліан Малкіна — роль другого плану
- Валентин Маслов — роль другого плану
- Олексій Полуян — роль другого плану
- Галина Сабурова — роль другого плану
- Володимир Севостьяніхін — роль другого плану
- Борис Соколов — роль другого плану
- Анна Твеленьова — роль другого плану
- В'ячеслав Яковлєв — роль другого плану
- Сніжана Чернова — роль другого плану

## Знімальна група
- Режисер — Валерій Мартинов
- Сценарист — Олександр Галін
- Оператор — Валерій Мартинов
- Композитор — Андрій Сігле
- Художник — Юрій Пугач